# ADP-ribozil-(diazotna reduktaza) hidrolaza
ADP-ribozil-(diazotna reduktaza) hidrolaza (EC 3.2.2.24, azoferedoksinska glikozidaza, azoferedoksin-aktivirajući enzim, glikohidrolaza aktiviranja dinitrogenazna reduktaze, ADP-ribozilna glikohidrolaza) je enzim sa sistematskim imenom ADP-D-ribozil-(diazotna reduktaza) ADP-ribozilhidrolaza. Ovaj enzim katalizuje sledeću hemijsku reakciju
ADP--ribozil-[diazot reduktaza] {\displaystyle \rightleftharpoons } ADP-D-riboza + [diazot reduktaza]
Zajedno sa EC 2.4.2.37, NAD+—diazotnom reduktazom ADP-D-riboziltransferazom, ovaj enzim kontroliše nivo aktivnosti enzima EC 1.18.6.1, nitrogenaza.

## Literatura
- Nicholas C. Price; Lewis Stevens (1999). Fundamentals of Enzymology: The Cell and Molecular Biology of Catalytic Proteins (Third изд.). USA: Oxford University Press. ISBN 019850229X.
- Eric J. Toone (2006). Advances in Enzymology and Related Areas of Molecular Biology, Protein Evolution (Volume 75 изд.). Wiley-Interscience. ISBN 0471205036.
- Branden C; Tooze J. Introduction to Protein Structure. New York, NY: Garland Publishing. ISBN 0-8153-2305-0.
- Irwin H. Segel. Enzyme Kinetics: Behavior and Analysis of Rapid Equilibrium and Steady-State Enzyme Systems (Book 44 изд.). Wiley Classics Library. ISBN 0471303097.

## Spoljašnje veze
- ADP-ribosyl-(dinitrogen+reductase)+hydrolase на 